# Back from the Dead (album)
Back from the Dead este cel de-al cincilea album al formației americane de death metal Obituary. A fost lansat pe 22 aprilie 1997. După lansarea sa, formația a intrat în hiatus din 1997 până în 2003. Back from the Dead a fost primul album Obituary care nu a fost produs de colaboratorul Scott Burns⁠(d). Unele copii ale albumului includ un CD suplimentar cu videoclipuri, concerte live și animație.

## Lista pieselor
Toate melodiile au fost scrise și compuse de Obituary.
| Nr.             | Titlu                                                                     | Lungime |  |
| 1.              | „Threatening Skies”                                                       | 2:19    |  |
| 2.              | „By the Light”                                                            | 2:55    |  |
| 3.              | „Inverted”                                                                | 2:53    |  |
| 4.              | „Platonic Disease”                                                        | 4:06    |  |
| 5.              | „Download”                                                                | 2:45    |  |
| 6.              | „Rewind”                                                                  | 4:03    |  |
| 7.              | „Feed on the Weak”                                                        | 4:15    |  |
| 8.              | „Lockdown”                                                                | 4:11    |  |
| 9.              | „Pressure Point”                                                          | 2:25    |  |
| 10.             | „Back from the Dead”                                                      | 5:12    |  |
| 11.             | „Bullituary (Remix)” (bonus track, featuring DJ's Diablo D and Skinner T) | 3:43    |  |
| Lungime totală: | Lungime totală:                                                           | 38:47   |  |

## Membrii formației
- John Tardy - voce
- Allen West - chitară principală
- Trevor Peres - chitară ritmică
- Frank Watkins - bas
- Donald Tardy - tobe